# Prințesa Maria Antonia a celor Două Sicilii
Prințesa Maria Antonia a celor Două Sicilii (Maria Antonia Anna; 19 decembrie 1814 – 7 noiembrie 1898) a fost Mare Ducesă de Toscana din 1833 până în 1859 ca a doua soție a lui Leopold al II-lea, Mare Duce de Toscana.

## Biografie

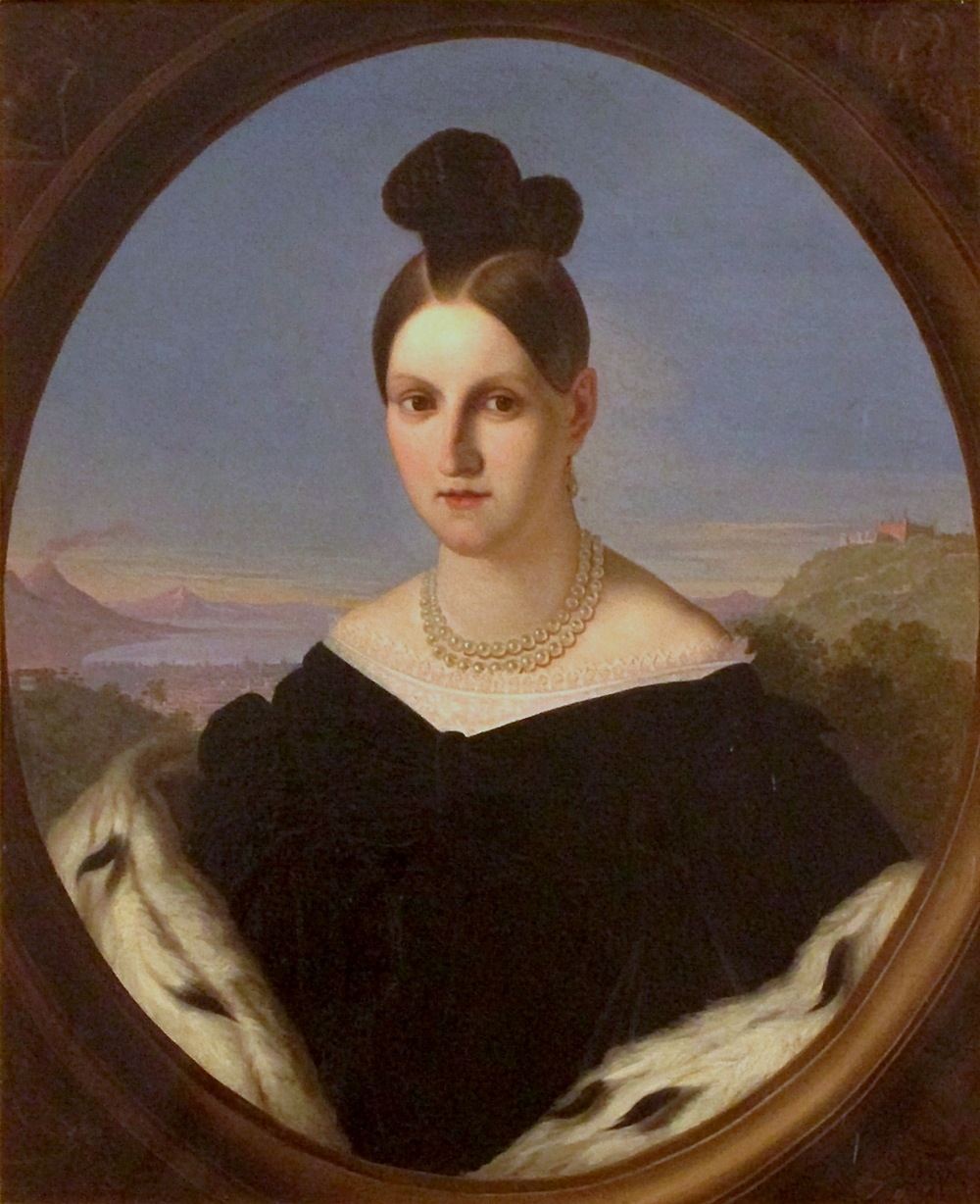
Prințesa Maria Antonia, circa 1847, Galleria d'Arte Moderna

Maria Antonia s-a născut la Palatul Regal din Palermo la 19 decembrie 1814, ca fiică a regelui Francisc I al celor Două Sicilii și a celei de-a doua soții, Maria Isabella a Spaniei. A fost botezată Maria Antonia în onoarea Mariei Antoanetei, sora decedată a bunicii sale paterne, Maria Carolina de Austria. Bunicul ei matern a fost regele Carol al IV-lea al Spaniei. Maria Antonia a avut 11 frați și surori inclusiv pe regele Ferdinand al II-lea al Celor Două Sicilii.
Când s-a născut ea, curtea neapolitană era deja mutată la Sicilia din cauza trupelor lui Napoleon care invadaseră regatul. După câteva luni, familia regală s-a putut întoarce la Neapole mulțumită Congresului de la Viena.
A fost în special apropiată de fratele ei, viitorul rege Ferdinand al II-lea al Celor Două Sicilii care o numea afectuos Totò. De asemenea, a fost apropiată de cumnata ei, Maria Christina de Savoia care a venit la curte în 1832.

### Căsătorie și copii
În 1833, când avea 18 ani, Maria Antonia s-a căsătorit cu Leopold al II-lea, Mare Duce de Toscana, care era cu 17 ani mai mare. Ei erau verișori primari, tatăl Mariei Antonia și mama lui Leopold erau frați. Maria Antonia și Leopold au avut zece copii:
- Arhiducesa Maria Isabella (21 mai 1834 – 14 iulie 1901); s-a căsătorit cu unchiul ei, Prințul Francis, Conte de Trapani, fiul cel mic al regelui Francisc I al celor Două Sicilii și a celei de-a doua soții, Maria Isabella a Spaniei.
- Ferdinand al IV-lea, Mare Duce de Toscana (10 iunie 1835 – 17 ianuarie 1908).
- Arhiducesa Maria Theresa, Prințesă de Toscana (29 iunie 1836 – 5 august 1838).
- Arhiducesa Maria Christina, Prințesă de Toscana (5 februarie 1838 – 1 septembrie 1849).
- Arhiducele Karl Salvator, Prinț de Toscana (30 aprilie 1839 – 18 ianuarie 1892); s-a căsătorit cu Prințesa Maria Immaculata de Bourbon-Două Sicilii, a doua fiică a regelui Ferdinand al II-lea al celor Două Sicilii și Arhiducesa Maria Theresa de Austria.
- Arhiducesa Maria Anna, Prințesă de Toscana (9 iunie 1840 – 13 august 1841).
- Arhiducele Rainer de Austria, Prinț de Toscana (1 mai 1842 – 14 august 1844).
- Arhiducesa Maria Louisa, Prințesă de Toscana (31 octombrie 1845 – 27 august 1917); s-a căsătorit cu Karl, Prinț de Isenburg. Soțul ei a fost nepot al lui Karl, ultimul Prinț suveran de Isenburg.

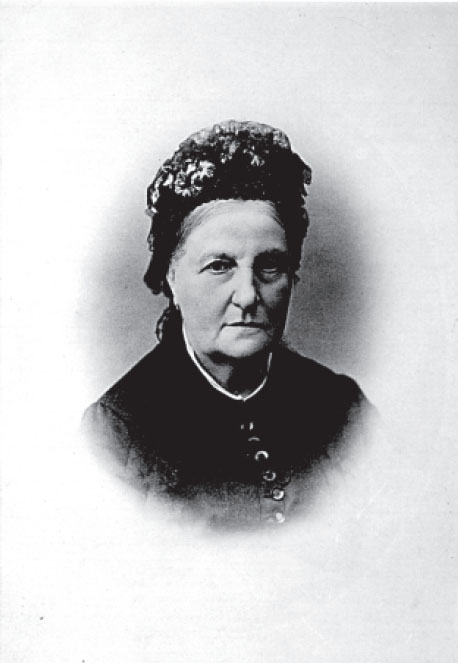
Fotografie din cca 1887.

- Arhiducele Ludwig Salvator de Austria (4 august 1847 – 12 octombrie 1915); nu s-a căsătorit niciodată însă a avut mai multe iubite și copii nelegitimi.
- Arhiducele Ioan Salvator de Austria (25 noiembrie 1852 – 1890); s-a căsătorit la Londra cu Milly Stubel, o ansatoare de la Operă. Oficial a fost declarat mort în 1911, după ce în februarie 1890 a plecat pe mare cu vasul său și nu s-a mai auzit de el de atunci. Au existat speculații că a supraviețuit sub numele de Johann Orth și s-a stabilit în Patagonia.

În aprilie 1859, înainte de războiul franco-piemont împotriva Austriei, Leopold al II-lea a proclamat neutralitatea, dar guvernul Marelui Ducat se apropia de sfârșit: oamenii foloseau insulte vulgare spre Marea Ducesă și trupele au dat semne de nesupunere.
La 27 aprilie, la ora patru, în fața mulțimii înfuriate ieșită pe străzile din Florența și a trupelor rebele, Leopold al II-lea a părăsit Palatul Pitti, îndreptându-se spre Bologna. El tocmai refuzase să abdice în favoarea fiului său Ferdinand.
În onoarea ei a fost numită în Florența Piazza Maria Antonia – astăzi Piazza dell'Indipendeza (Piața Independenței), linia de cale ferată Maria Antonia și stația omonimă, astăzi numită Firenze Santa Maria Novella.